# 弗里马尔
弗里马尔（德語：Friemar）是德国图林根州的市镇，隶属于哥达县。总面积为9.38平方千米，截至2023年12月31日总人口为980人。